# Ford Orion

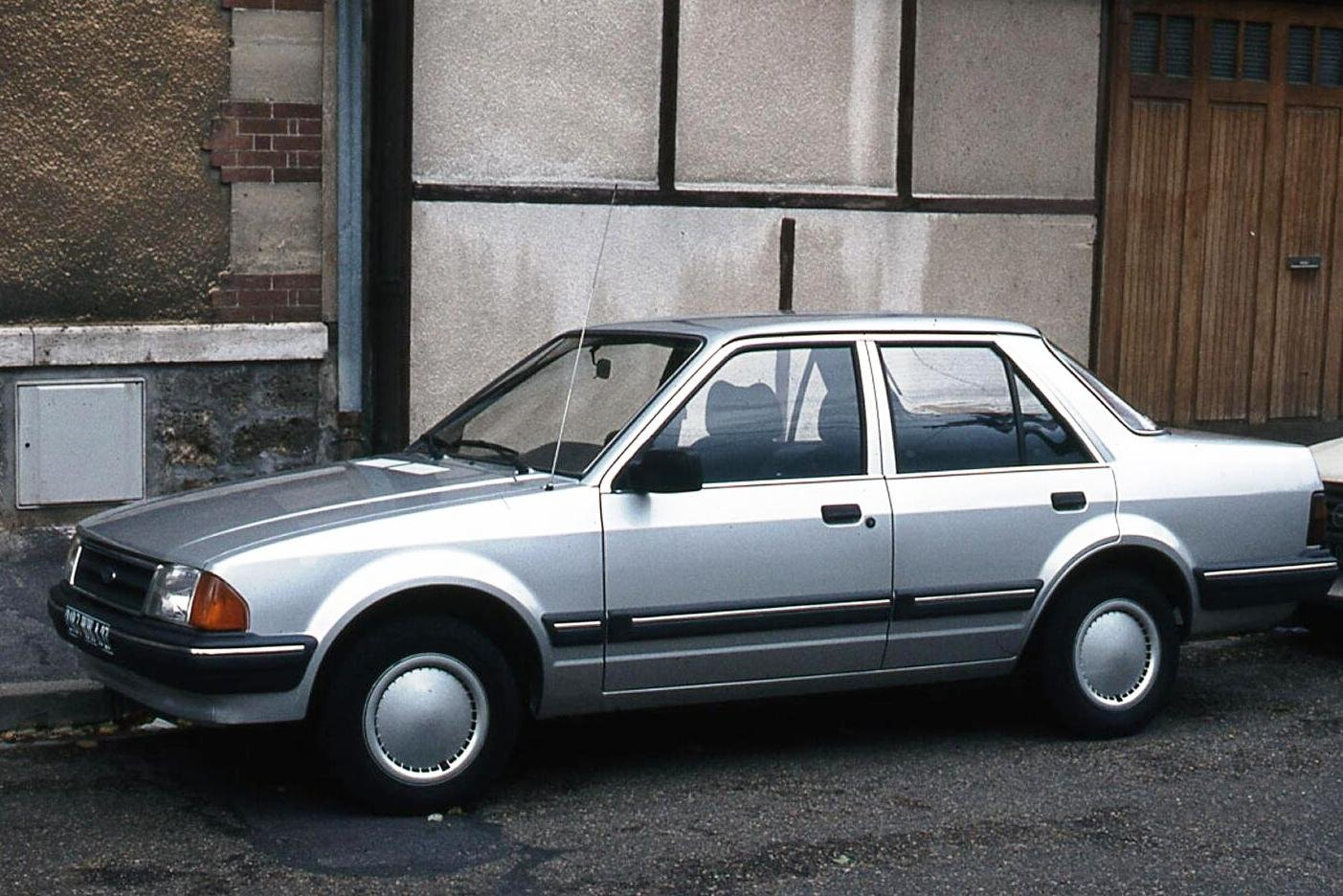
Ford Orion Mk.1 (circa 1983)

De Ford Orion is een sedan gebouwd door de autofabrikant Ford voor de Europese markt tussen 22 juli 1982 en 19 september 1993. Tijdens deze periode zijn er 3.534.239 modellen verkocht.
De Orion is gebouwd op de basis van de Escort. Het verschil is dat de Escort een hatchback is en de Orion een sedan. Aan de buitenkant van de auto zie je dat doordat de 'kont' van de auto wat langer is dan die van de Escort.

## Geschiedenis

### Orion Mk. 1
Begin jaren tachtig begon het uiterlijk van Ford te veranderen. De oudere sedantypes werden vervangen door hatchbacks. De Orion werd ontworpen om de markt voor de traditionele sedans op te vullen doordat de Ford Taunus en Cortina niet meer in productie werden gehouden. De Orion leek erg veel op de Escort. De enige verschillen waren de grille en de lange platte achterkant. Hoewel de lengte van de Orion hetzelfde was als die van de Ford Sierra, was de Sierra toen alleen verkrijgbaar als hatchback. De Sierra had daardoor meer beenruimte achterin. De Orion had dat niet en had daarom een grotere kofferruimte dan de Sierra.
In het begin bood Ford de Orion alleen aan in de versies GL en Injection, de versies met het grootste specificatiepakket. Alleen de 1300cc- en de 1600cc-motoren waren leverbaar. Een versie met minder specificaties werd geïntroduceerd in 1984 alsook een 1.6 diesel in de L- en de GL-versies.
De Orion 1.6i Injection had standaard centrale deurvergrendeling, een zonnedak, sportstoelen voorin, elektrisch bedienbare ramen, hoofdsteunen achterin, een toerenteller en een metertje wat de bestuurder informeerde wanneer de auto een onderhoudsbeurt nodig had. Deze dingen waren bijna niet te verkrijgen op een kleine familieauto in de jaren tachtig.
De Orion 1.6i had dezelfde motor als de Escort XR3i en bood dezelfde prestaties als de Escort. In Groot-Brittannië kreeg de 1.6i ook een gelimiteerde luxe-uitvoering, genaamd 1600E. Deze naam verwees naar de Mark II Ford Cortina 1600E, omdat beide auto's werden bestempeld als degelijke en rijkelijk uitgevoerde sedan voor de werkenden. De Orion 1600E was leverbaar in de kleuren zwart, wit en grijs metallic en had standaard roestvrijstalen velgen, houten delen op het dashboard en de deuren en grijze lederen stoelbekleding. Van de 1600E werden maar 1600 modellen gemaakt, waarvan 1000 met lederen bekleding.
Door de jaren bracht Ford de vormgeving en de techniek van de Orion dichter bij die van de Escort. Ook de modellen met de kleinere specificatielijsten kwamen in het assortiment, waardoor de twee auto's steeds dichter bij elkaar werden gebracht.

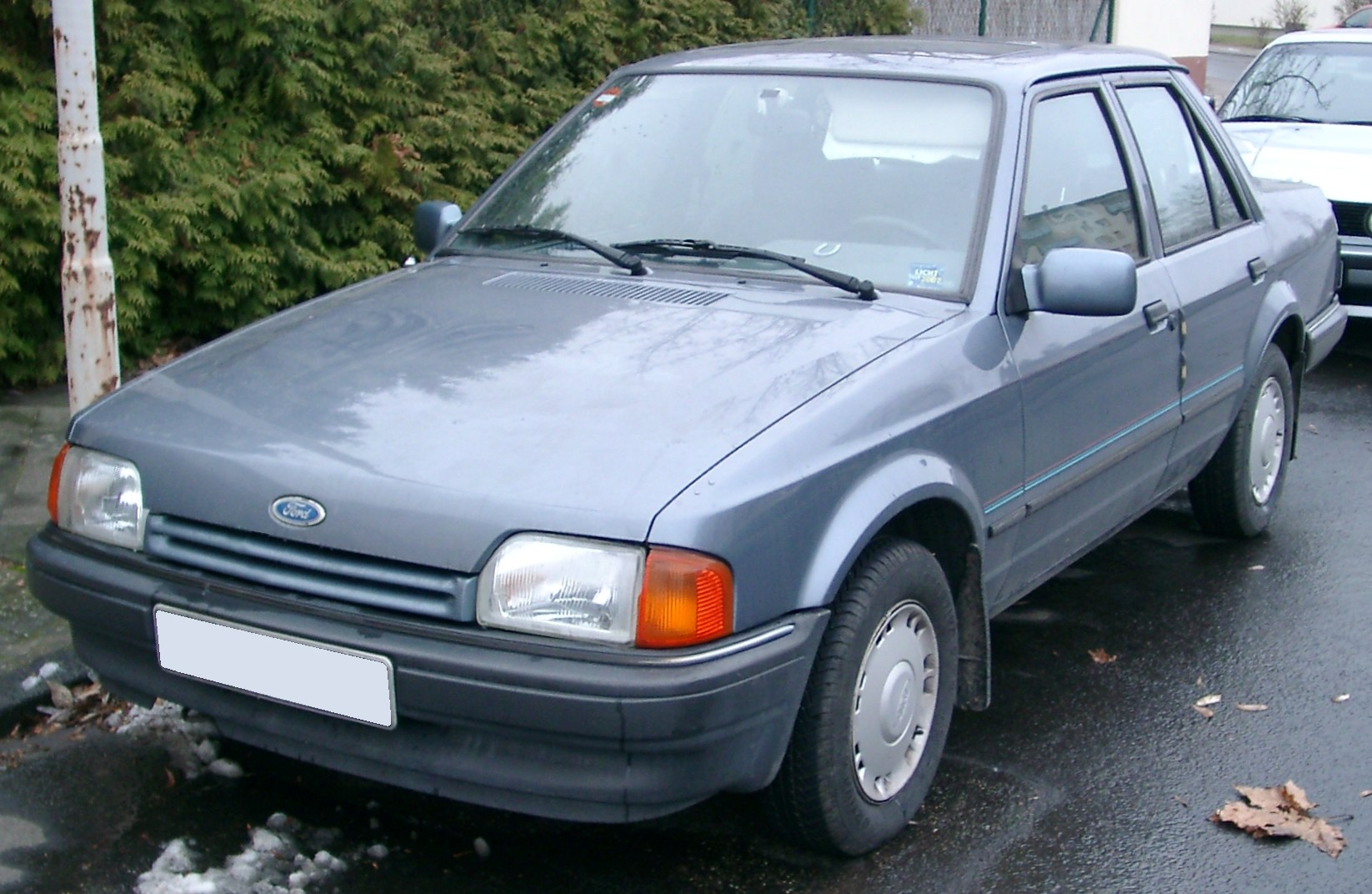
Ford Orion Mk.2

### Orion Mk. 2
In 1986 kreeg de Orion dezelfde facelift als de rest van de Escortreeks. De Mark II kreeg als nieuwe opties het ABS en een verwarmde voorruit. De CVH-motoren werden opgewaardeerd en konden nu ook rijden op loodvrije benzine zonder wijzigingen aan de cilinderkoppen of het brandstofsysteem. Tot de verbeteringen behoorden verbeterde sloten, nieuwe ophanging en versnellingsbak, een modernisering van het interieur, verbeterde geluidsisolatie en herziene stuurinrichting en ophanging. De volgende uitvoeringen werden geleverd: CL, de Ghia, Ghia Injection. Daarnaast werden er ook nog enkele actiemodellen geleverd waaronder de Bravo en de Europa.

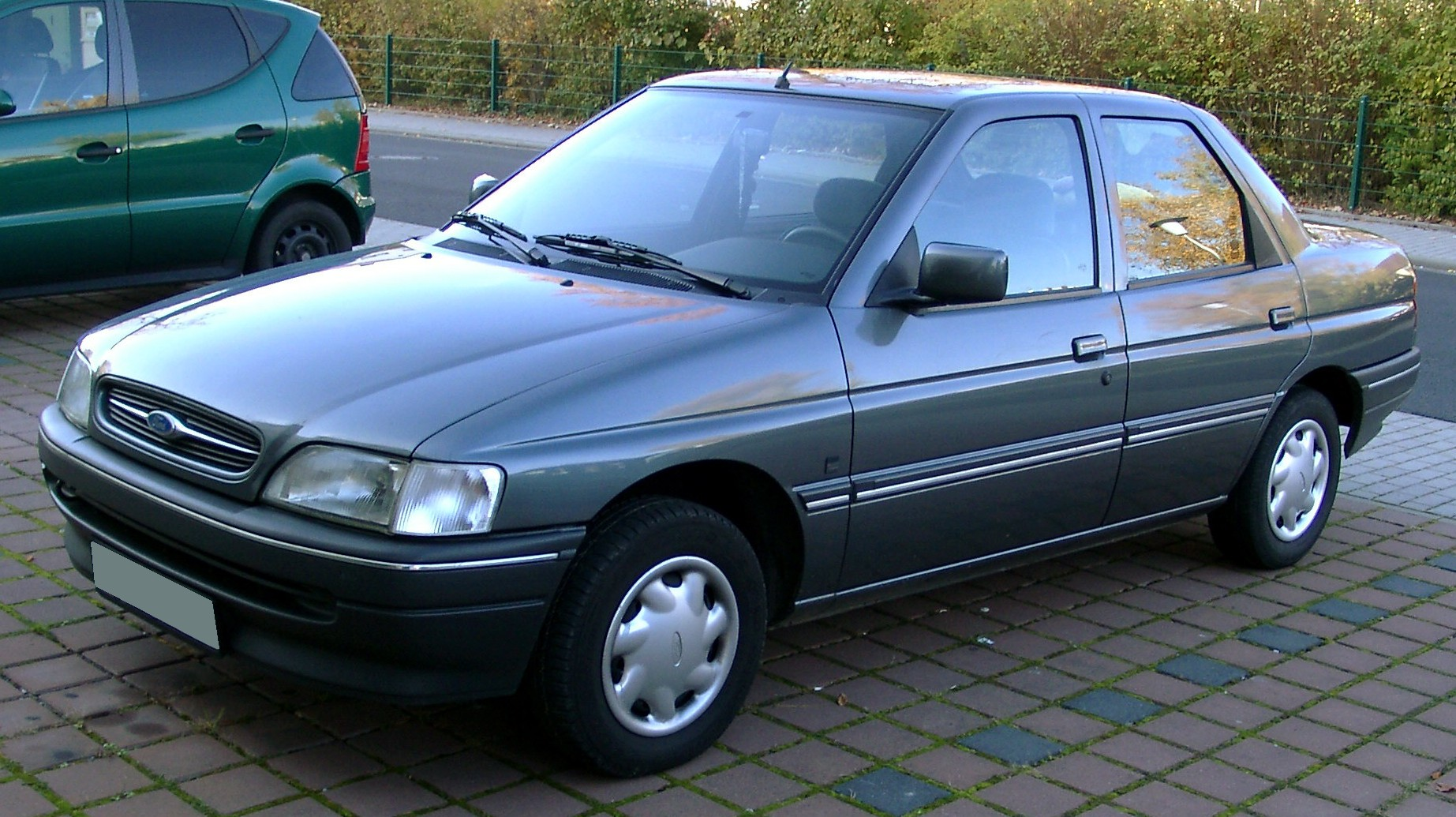
Ford Orion Mk.3

### Orion Mk. 3
De derde generatie Orion had zijn debuut in september 1990, maar ontving dezelfde mediakritiek als de Escort: een gebrek aan ontwerpflair en slechte verfijning van sommige motoren, in het bijzonder de 1.3 OHV en de 1.4 CHV benzinemotoren. Met de komst van de Zetec 16 Valve in 1992 veranderden de motoren en de ophanging van de Orion en van de Escort, waarmee de dynamische kwaliteiten van de Orion verbeterde. De Mk.3 kenmerkte zich aan de voorkant door de witte knipperlichten en door de chromen balk die over de grille loopt. De Orion Ghia Si (sports injection) had 130 pk (97 kW) door zijn 1.8L DOHC Zetecmotor. Dit maakte hem het snelste Orion model dat Ford produceerde over het tienjarig bestaan van de auto.
De modellen waren:
- XL (1990-1991), 1.8 Diesel
- CL (1990-1993), 1.3, 1.4, 1.6 (tot 9/1992), 1.6 16v (vanaf 9/1992), 1.8 Diesel (1991-1993)
- CLX (1990-1993) 1.3, 1.4, 1.6 (tot 9/1992), 1.6 16v (vanaf 9/1992), 1.8 16v (vanaf 3/1992), 1.8 Diesel (1992-1993)
- Ghia Si 1.6i (tot 3/1992), 1.8 16v Benzine (vanaf 3/1992), alleen beschikbaar 92J / 92K

In september 1993 stopte Ford met de naam Orion en gebruikte Escort voor alle carrosserietypes. Dit deed men om de goede naam van Escort te behouden.
De verkopen van de tot Escort omgedoopte sedan liepen niet zo goed als onder de naam Orion, omdat de vraag naar sedans in deze klasse in de jaren negentig sterk daalde. De verkopen van sedans werd in 1998 opgevangen door de komst van de Focus.